# Chérif Souleymane
Chérif Souleymane (Kindia, Guinea, 20 de octubre de 1944) es un exfutbolista de Guinea que jugó en la posición de centrocampista.

## Carrera

### Club
| Periodo   | Club              |
| --------- | ----------------- |
| 1961–1962 | TSG Neustrelitz   |
| 1962–1965 | SC Neubrandenburg |
| 1965–1980 | Hafia FC          |

### Selección nacional
Jugó para Guinea en 68 ocasiones de 1964 a 1977 y anotó 20 goles; participó en los Juegos Olímpicos de México 1968, en dos ediciones de la Copa Africana de Naciones y la Copa Mundial de Fútbol Sub-16 de 1985.

## Logros

### Club
- Campeonato Nacional de Guinea (11): 1966, 1967, 1968, 1971, 1972, 1973, 1974, 1975, 1976, 1977, 1978
- Copa Africana de Clubes Campeones (3): 1972, 1975, 1977

### Individual
- Futbolista Africano del Año en 1972.[5]
- Balón de Oro de France Football en 1972.[6]
- Equipo Ideal de la Copa Africana de Naciones 1976.